# كول أرزن (زيلايي)
کول أرزن (بالفارسية: کول ارزن) هي قرية تقع في إيران في قسم زیلایی الريفي. يقدر عدد سكانها بـ 37 نسمة بحسب إحصاء 2016.